# Bumelant
Bumelant – osoba regularnie unikająca pracy, stałego zatrudnienia lub efektywnej pracy w swoim miejscu pracy. Tak mówi się o kimś, kto jest leniwy i zaniedbuje swoje obowiązki.
W PRL-u często posługiwano się tym pejoratywnym epitetem w państwowej propagandzie. Na jednym z propagandowych plakatów z tego okresu widniało hasło: Bumelant to dezerter z frontu walki o pokój i silną Polskę (autor: Jan Tarasin, 1951); drugi znany plakat z tego okresu przedstawiał wylegującego się na trawie robotnika, a na pierwszym planie stała wbita w ziemię łopata z napisem Tu spoczywa bumelant.